# Earl’s Knoll

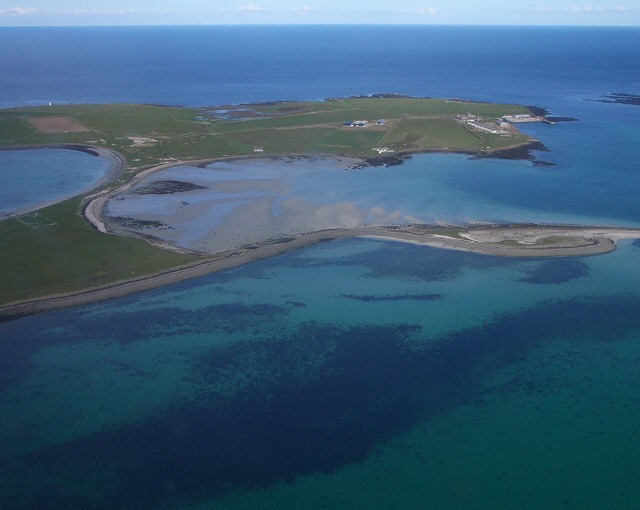
Der Earl’s Knoll im Hintergrund

Der Earl’s Knoll (auch Earl’s Knowe) auf der Orkneyinsel Papa Stronsay in Schottland ist ein etwa 75 m langer, an der etwa 2,2 m hohen Ostseite 20 m, an der 0,8 m hohen Westseite etwa 12 m breiter Long Cairn.

## Beschreibung
Durch Pflügen sind die Konturen der Enden beschädigt, aber die geschwungene Form ist erkennbar. Das Westende wird durch die Basis einer alten Windmühle überragt. Es gibt keine Anzeichen einer Grabung und kein lokales Wissen darüber.
Das Grab, das in dem Hügel liegen soll, wird mit einem unbearbeiteten Stein am Kopf- und Fußende beschrieben. Es könnte das von Anderson 1792 ausgegrabene und beschriebene Grab sein, in dem menschliche Knochen sowohl in gewöhnlicher als auch enormer Größe gefunden wurden. Die Überlieferung besagt, es ist das Grab eines Ritters, dessen Leiche am Ufer in voller Rüstung gefunden wurde.
Eine andere Überlieferung besagt, dass hier die letzte Ruhestätte von William Edmonstoune Aytoun (1813–1865) sein soll. Er war Sheriff und Lord Admiral der Orkney und Shetlands und Verfasser der Ballade Sir Patrick Spens.